# 고수면
고수면(古水面)은 대한민국 전북특별자치도 고창군의 면이다.

## 개요
고수면은 천혜의 관광자원이 산재해 있는 고창군의 동남쪽에 위치한 인구2,788명, 1,228세대가 거주하는 지역으로  전형적인 농촌 지역이다. 야산 개발지가 많아 특작 재배에 적합하여 인삼, 배, 감, 수박 등 과수농업과 낙농 등이 이루어지고 있는 지역이다. 동남쪽으로는 전라남도 장성군, 북쪽으로 고창읍, 서쪽으로 아산면 남쪽으로는 성송면과 접하고 있으며, 남북방향으로 고창~영광 간 국도23호가 지나간다.
노령산맥의 서쪽 끝을 차지하여 해발고도 200∼400m의 산지가 많고, 서부는 구릉과 평야지대로 산과 계곡 그리고 하천과 평야가 어울어져 있다.

## 행정 구역

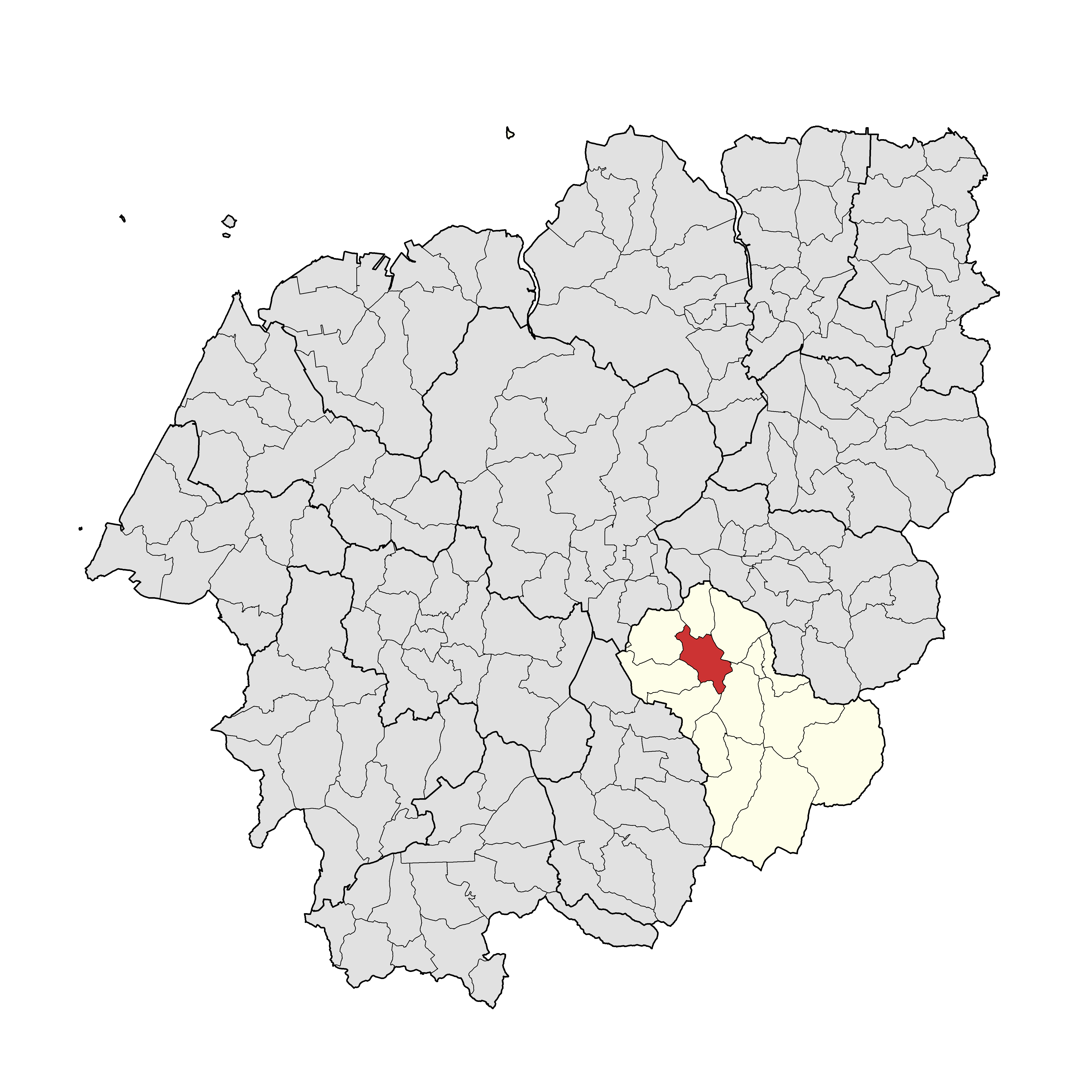
남산리
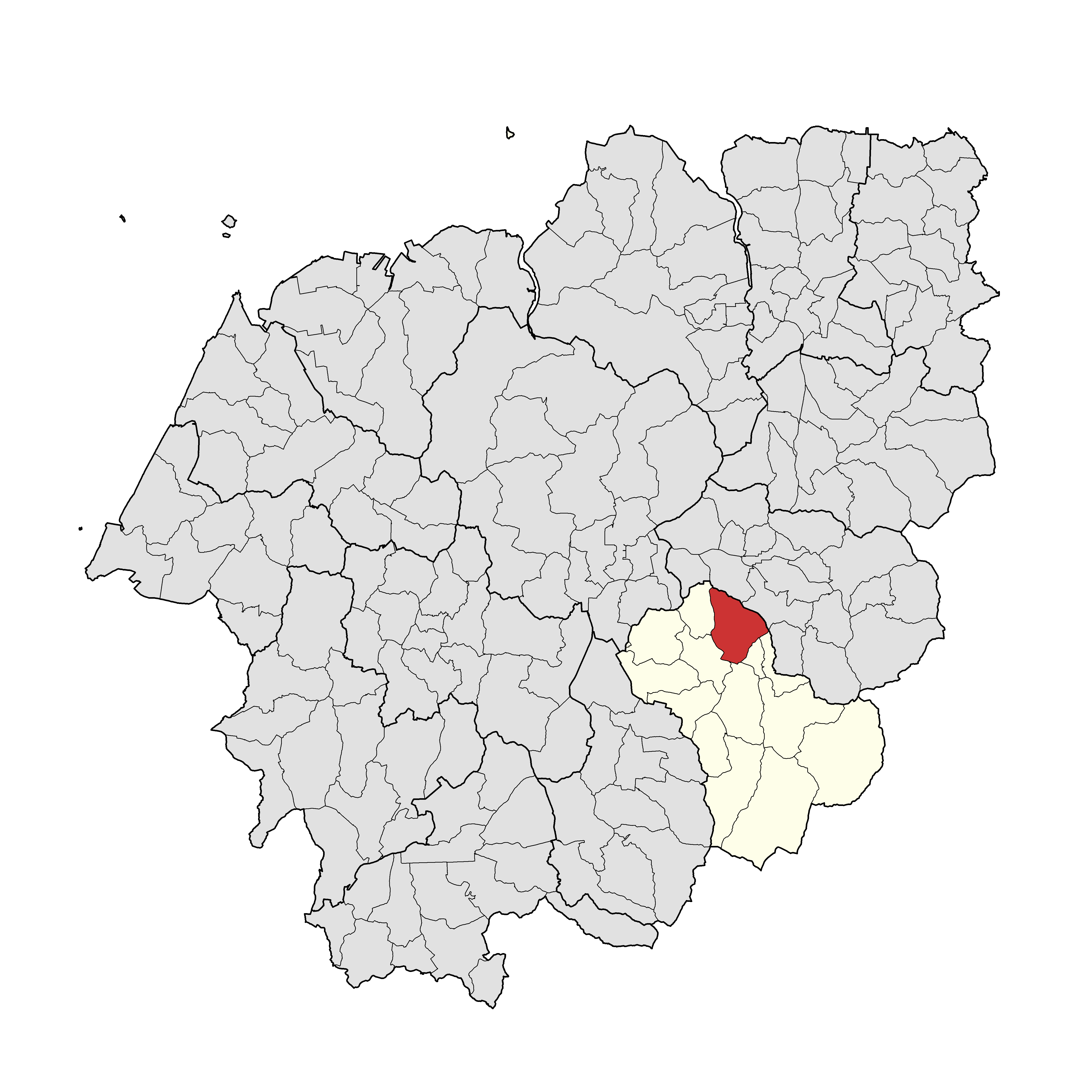
봉산리
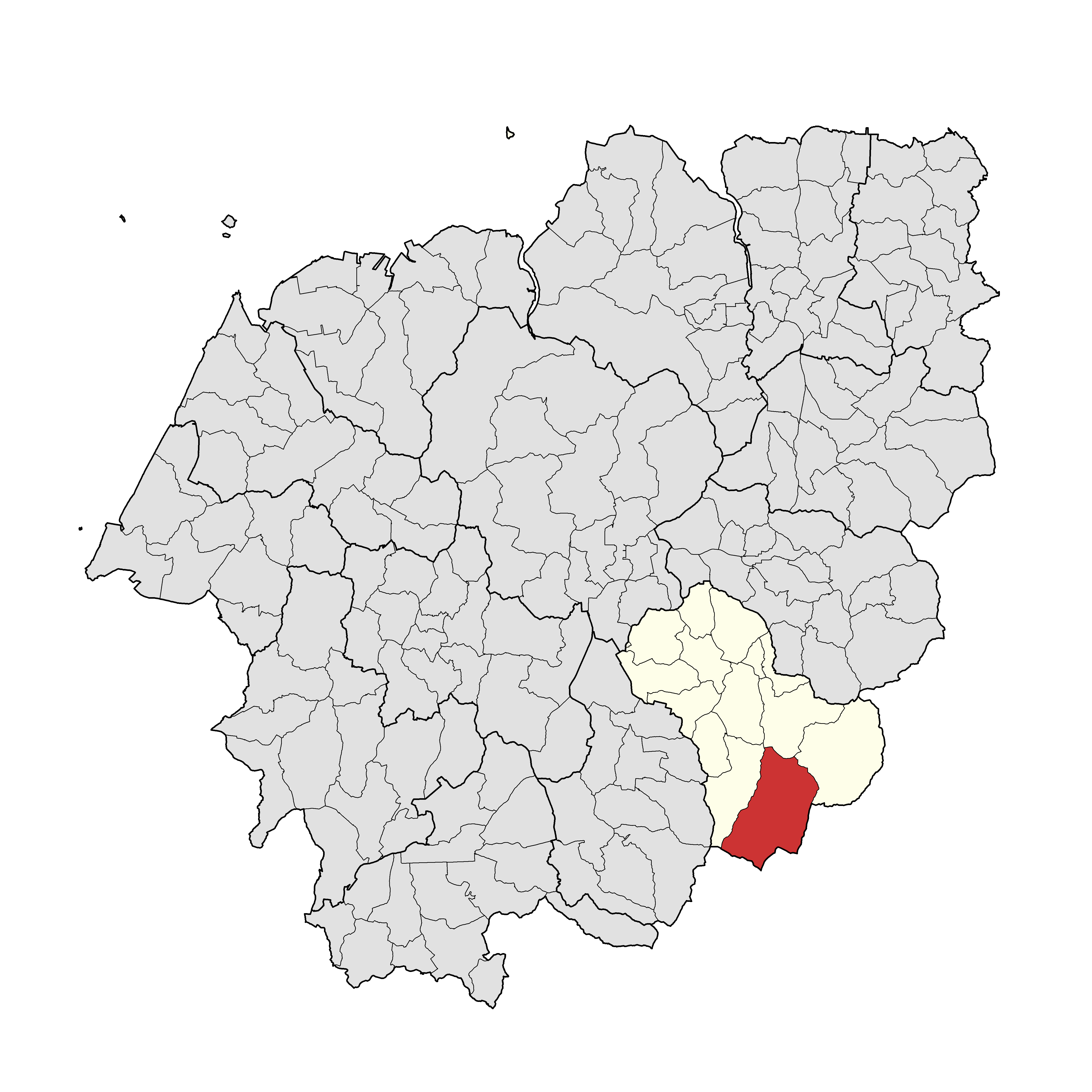
두평리
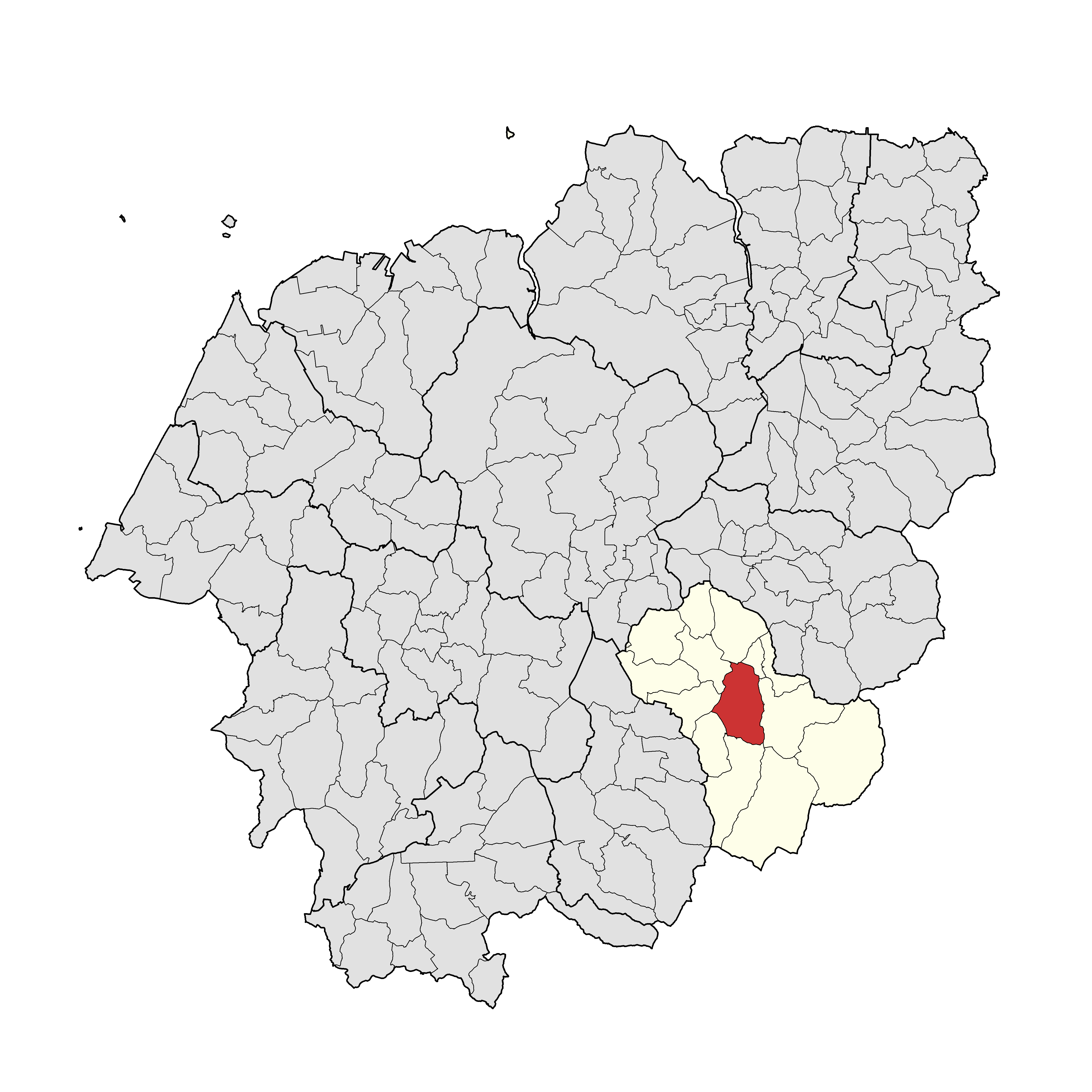
부곡리
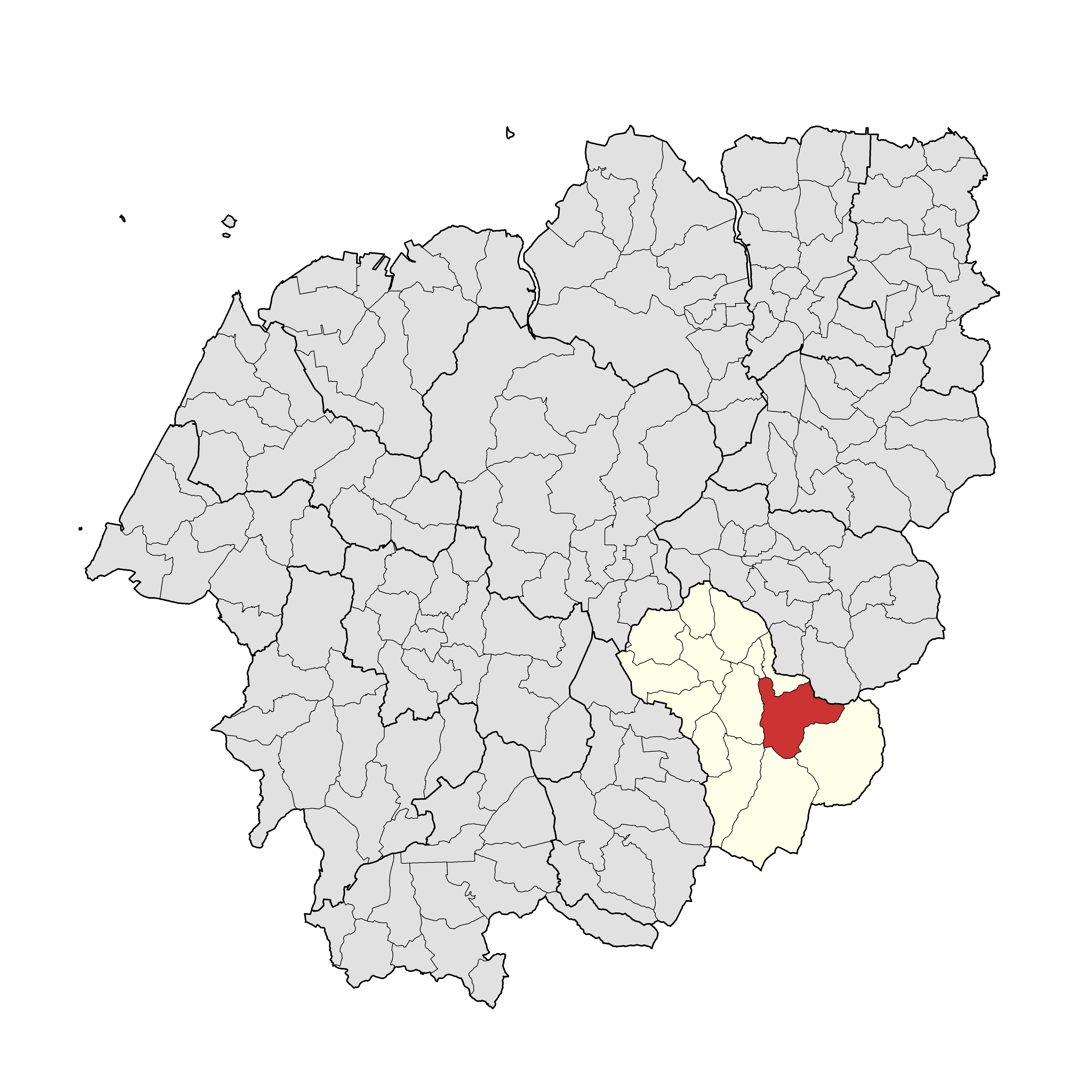
상평리
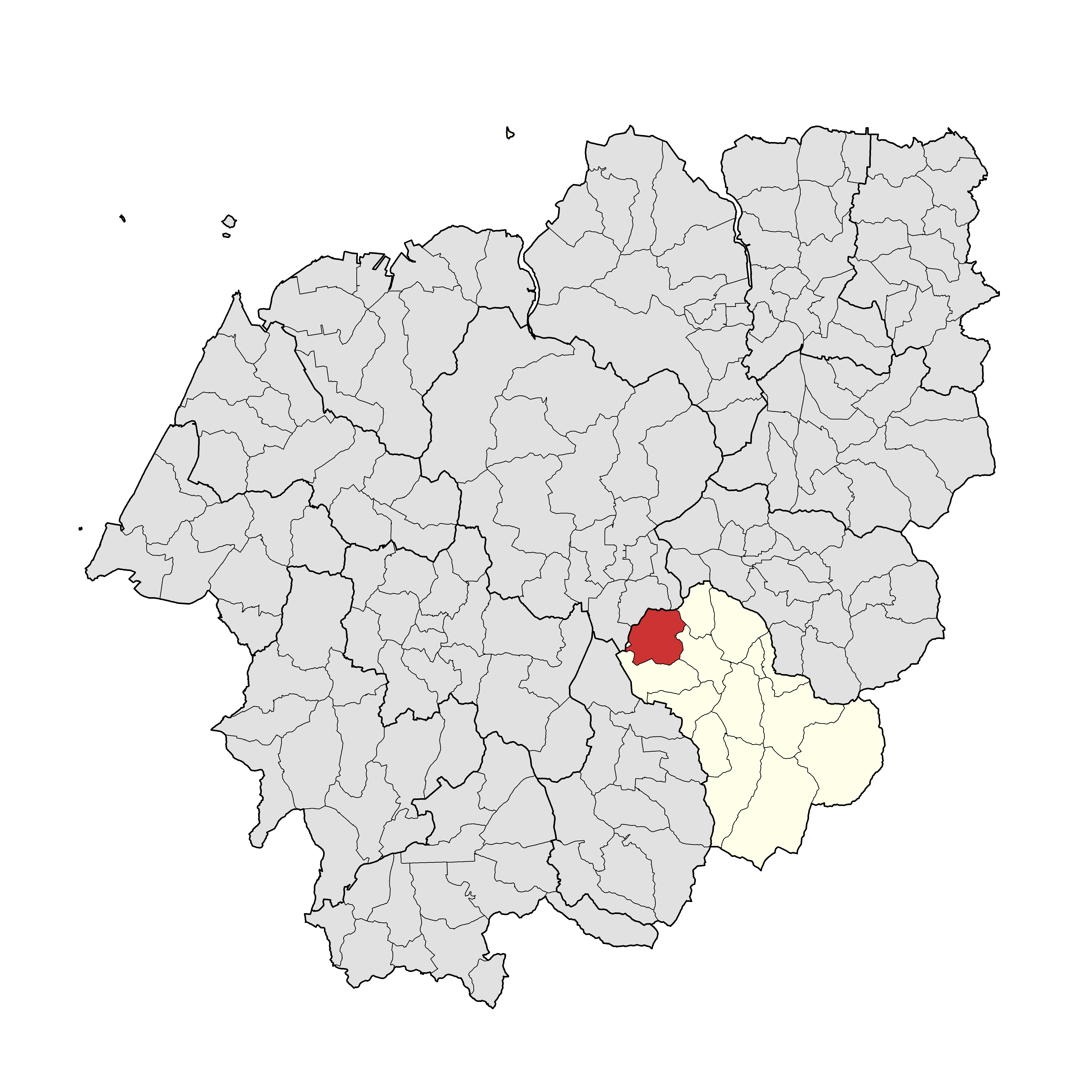
예지리
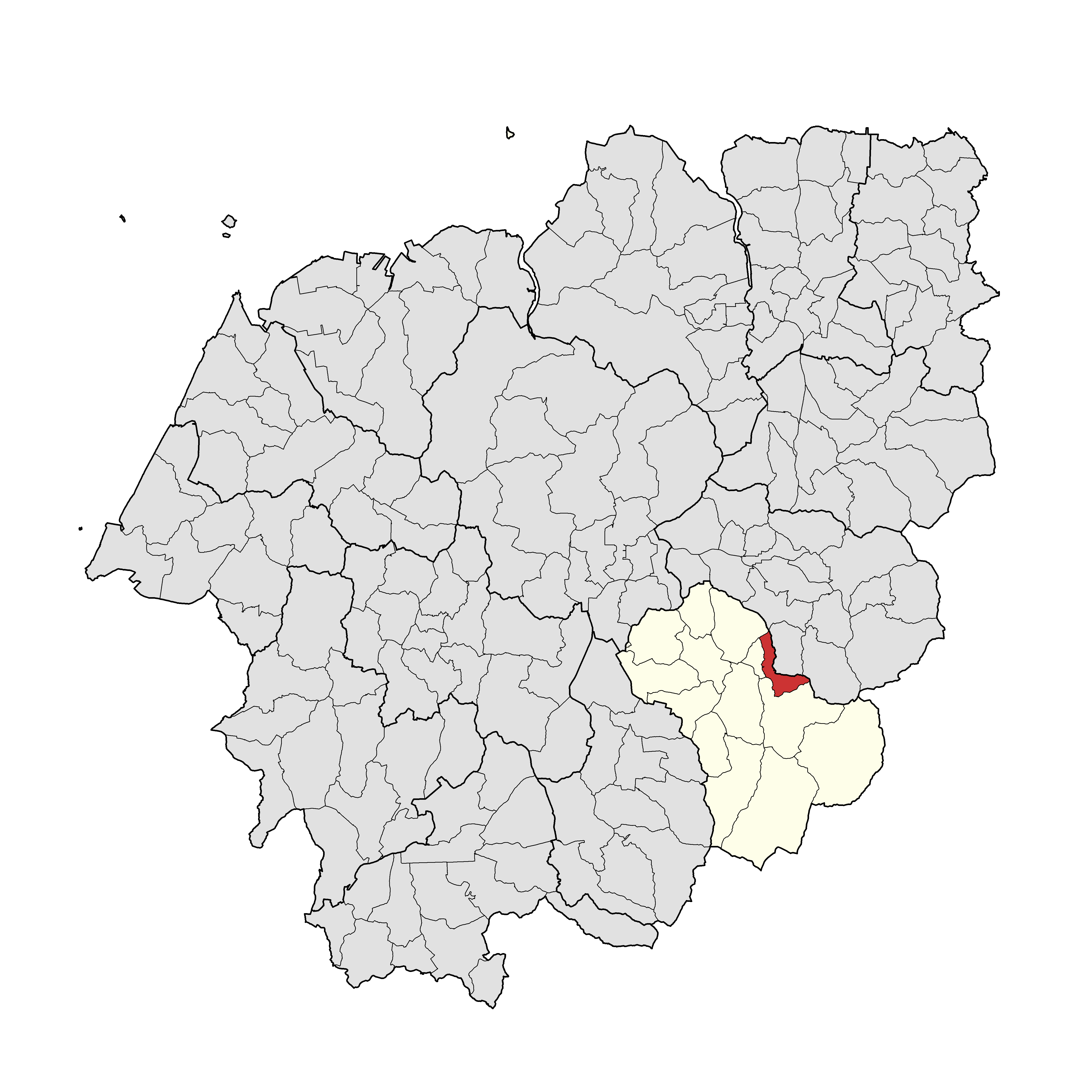
와촌리
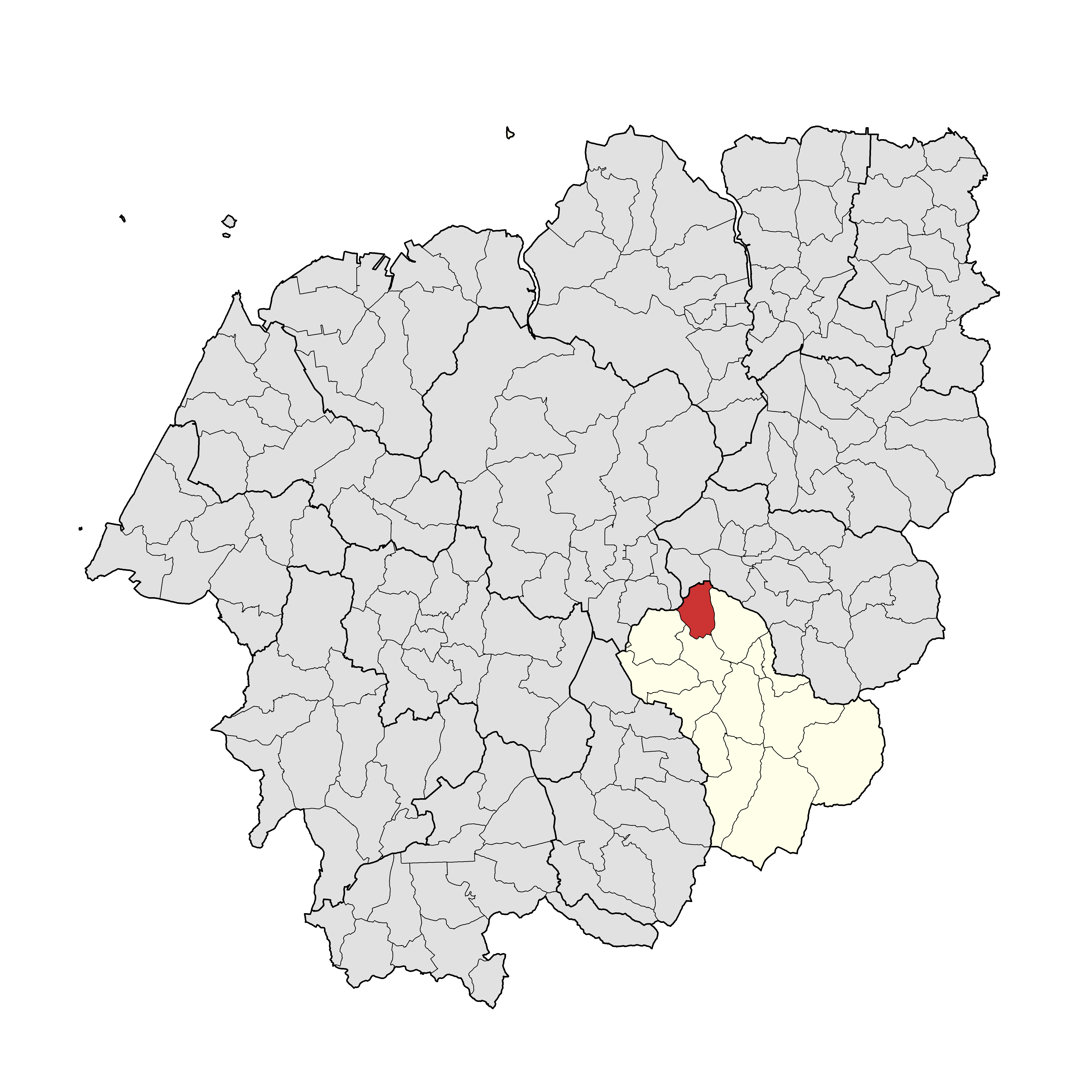
우평리
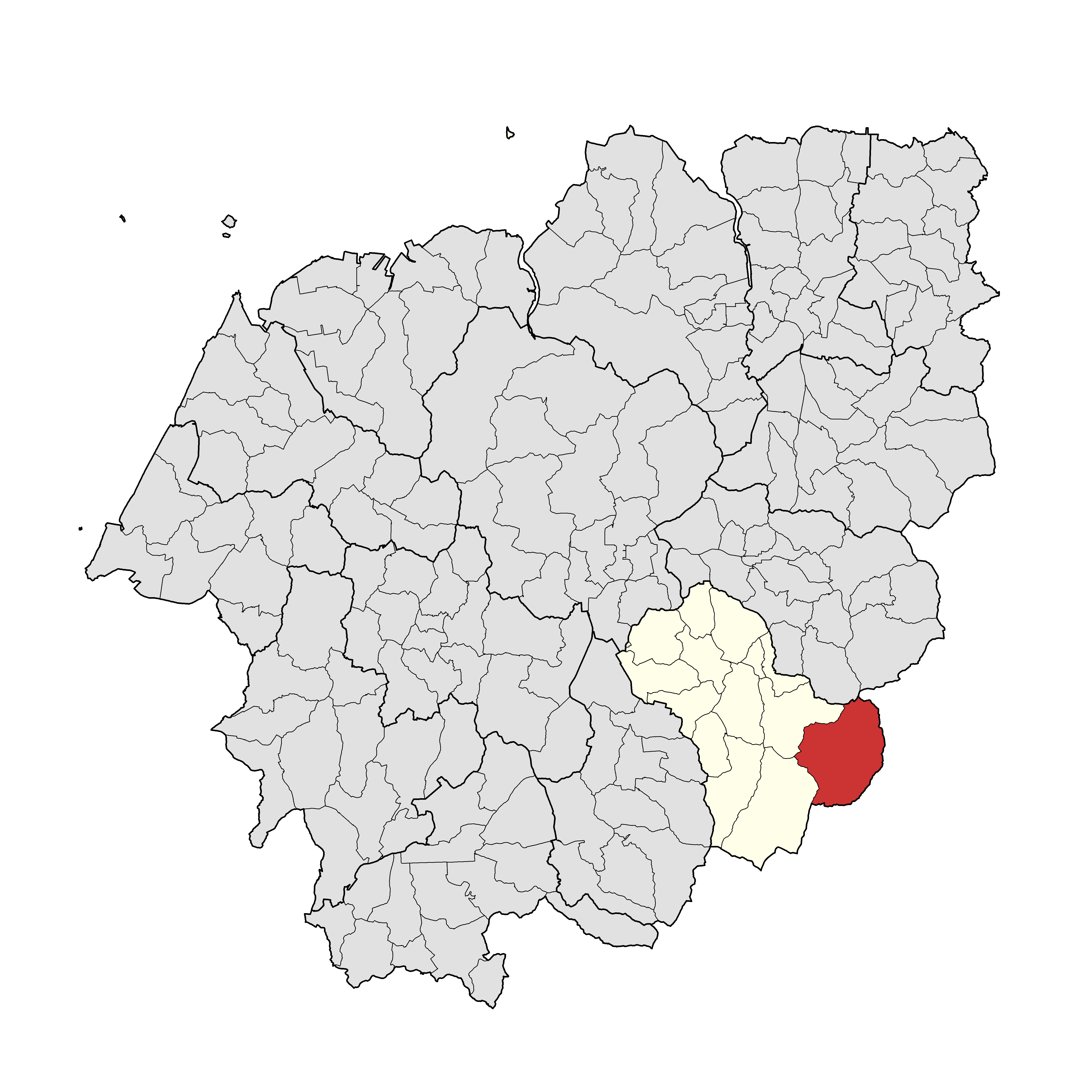
은사리
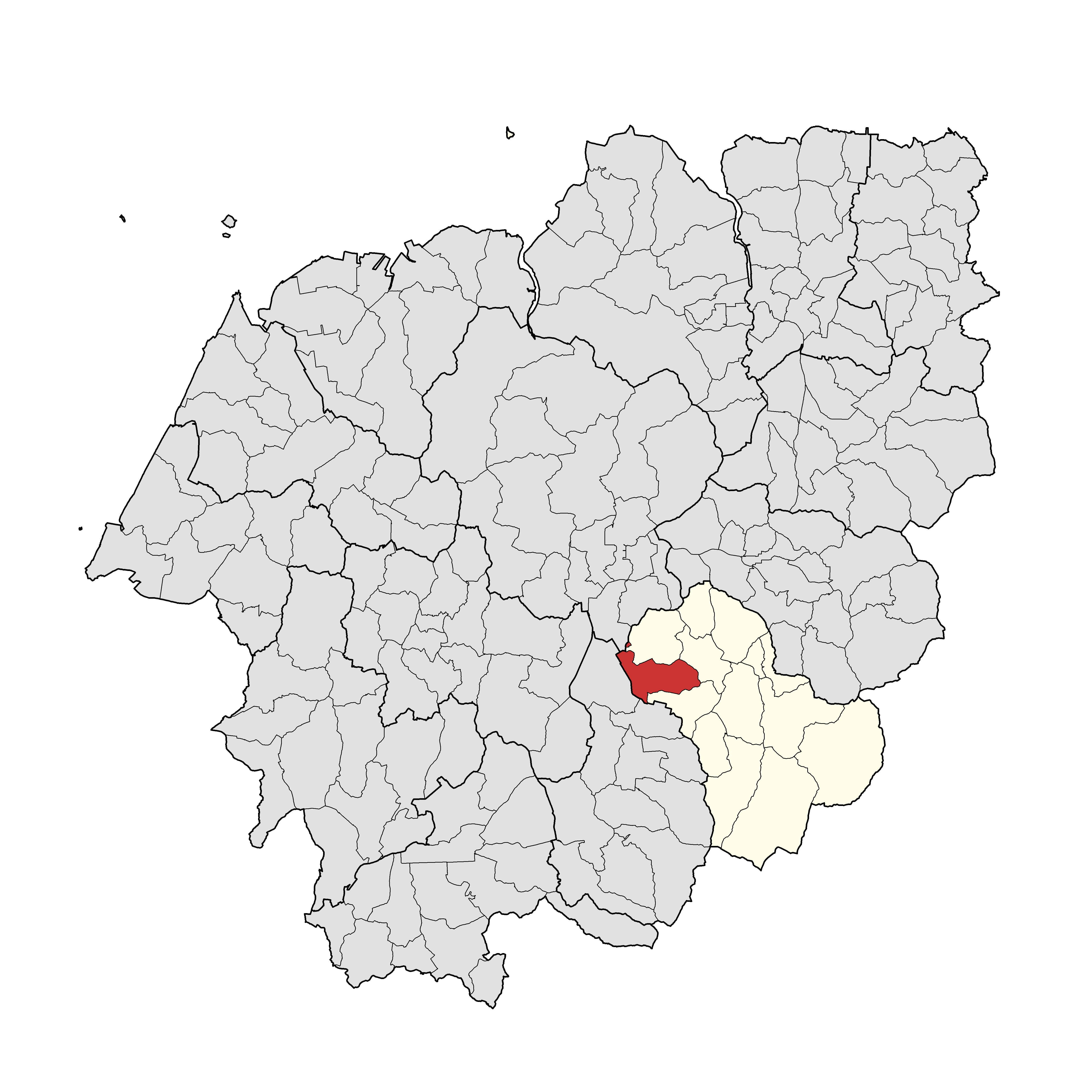
인성리
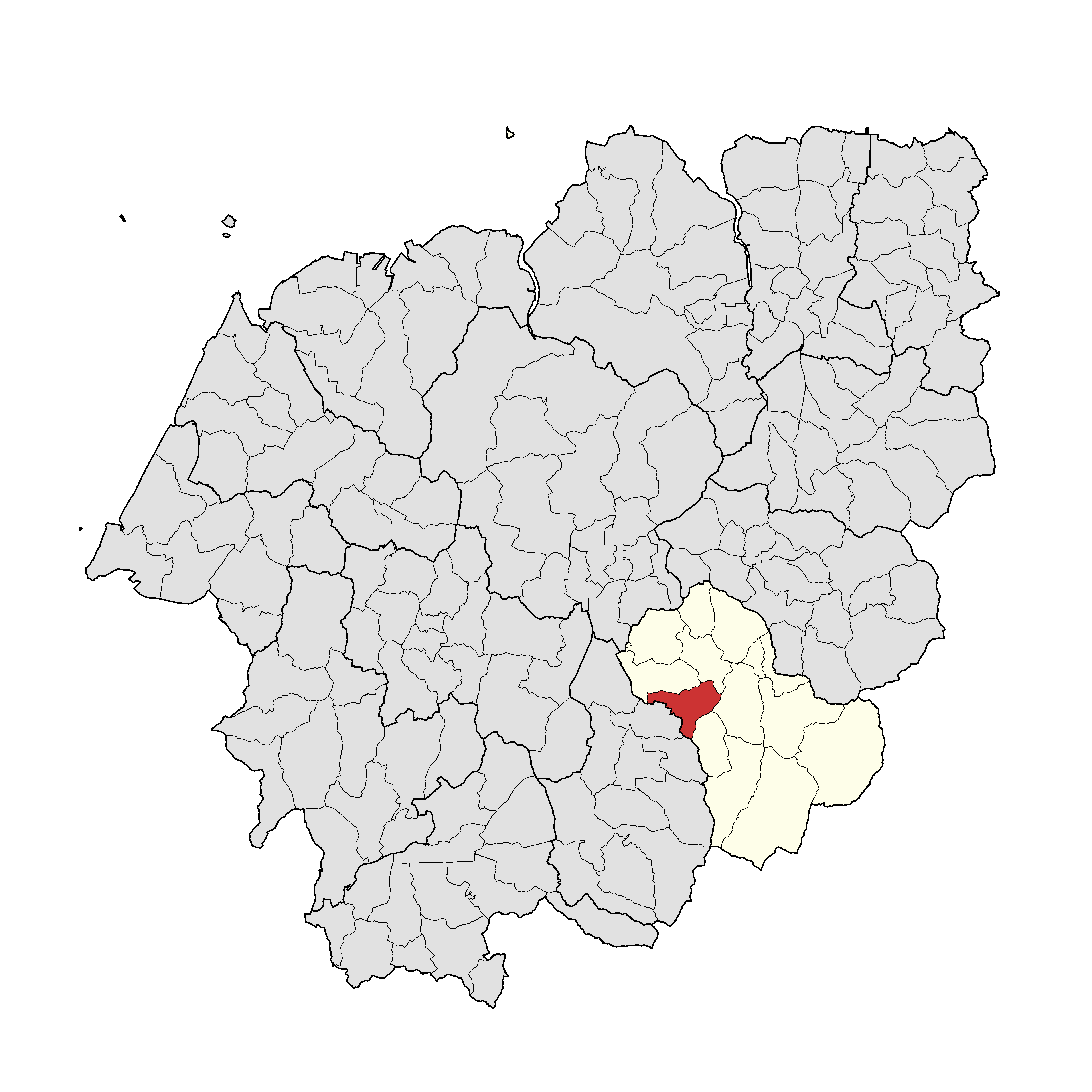
장두리
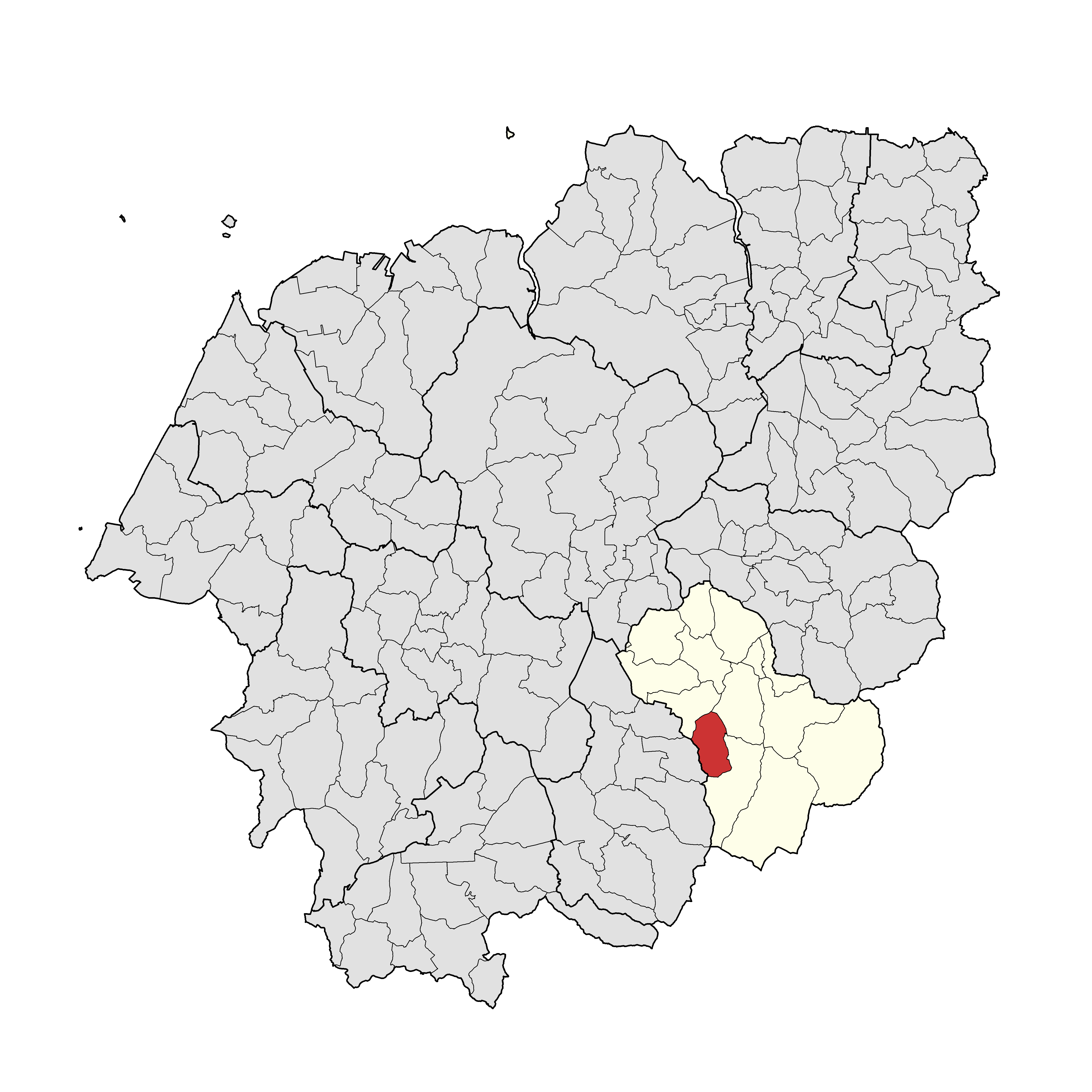
초내리
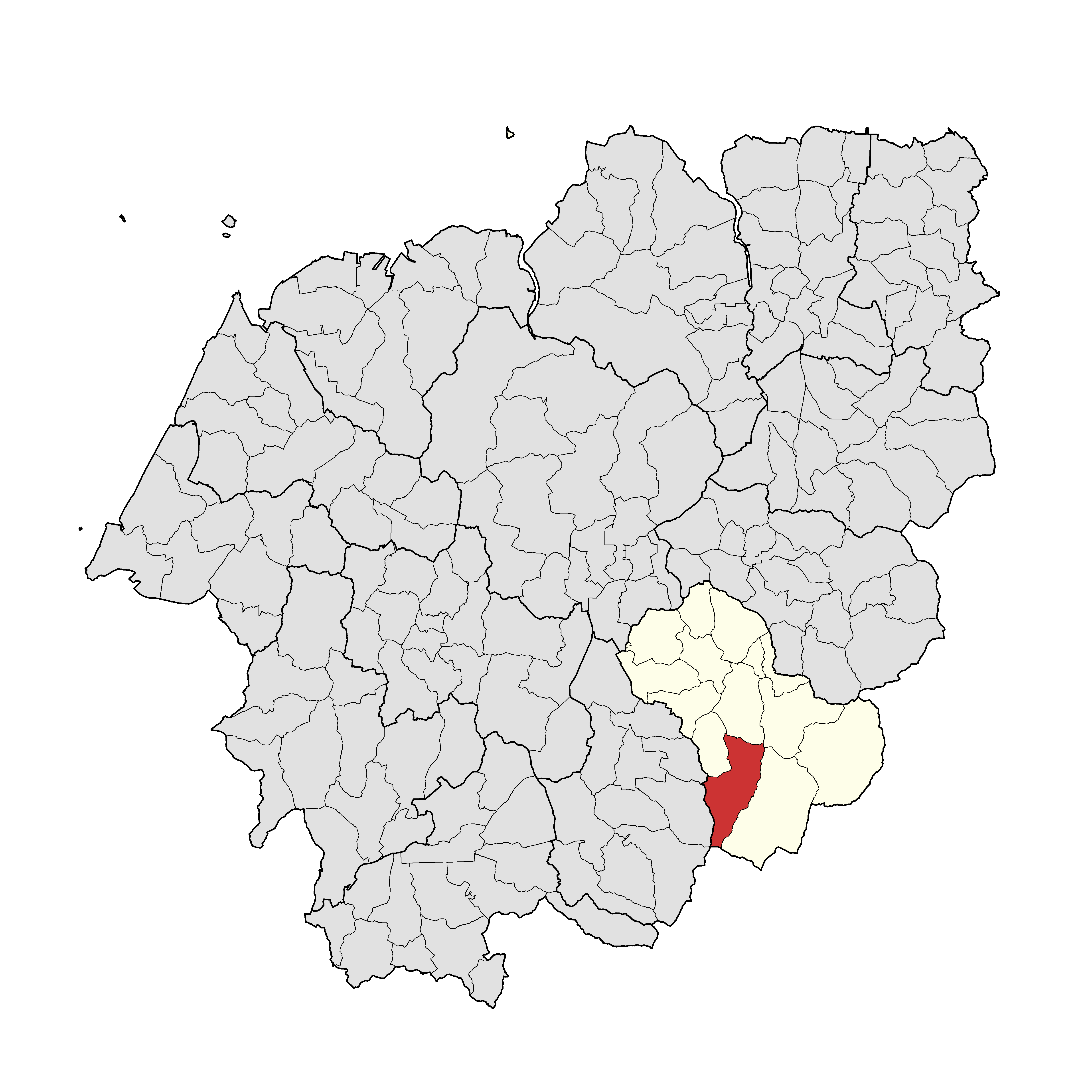
평지리
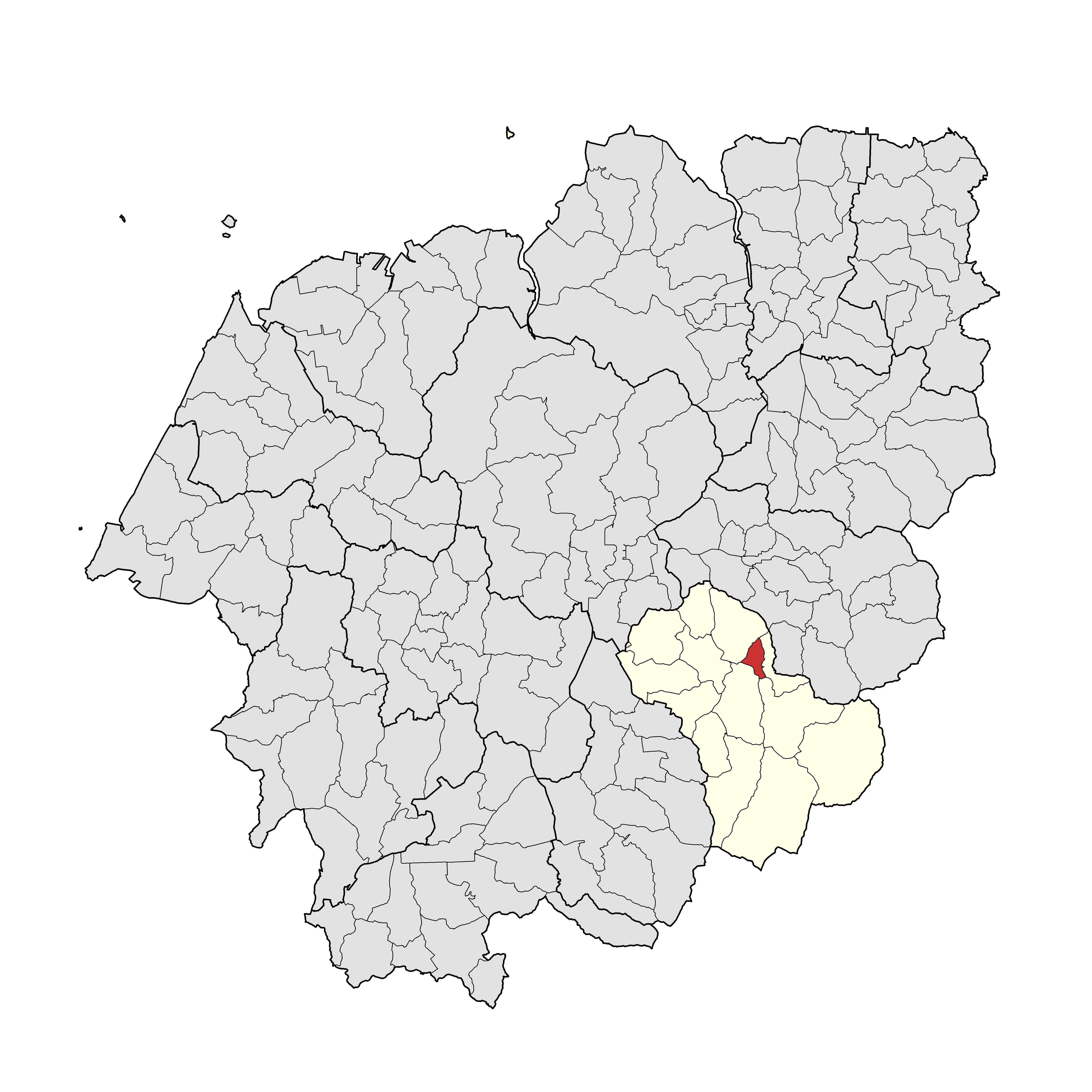
황산리

## 교육
- 고수초등학교 (황산리)
- 고수남초등학교 (폐교) - 내창수곡길 47 (초내리)
- 예지초등학교 (폐교) - 인성로 71-4 (인성리)

## 주거
| 단지명      | 주소      | 건설사   | 시행사           | 입주       | 비고     |
| ----------- | --------- | -------- | ---------------- | ---------- | -------- |
| 고창황산 LH | 고수로 15 | 이수건설 | 한국토지주택공사 | 2023년 9월 | 공공임대 |